# Rick Deckard
Rick Deckard – główny bohater powieści Philipa K. Dicka Czy androidy śnią o elektrycznych owcach? (ang. Do Androids Dream of Electric Sheep?) oraz opartego na niej filmu Łowca androidów (ang. Blade Runner) Ridleya Scotta. W filmie grany jest przez Harrisona Forda, który ponownie wcielił się w tę postać w sequelu, filmie Blade Runner 2049.

## Charakterystyka postaci

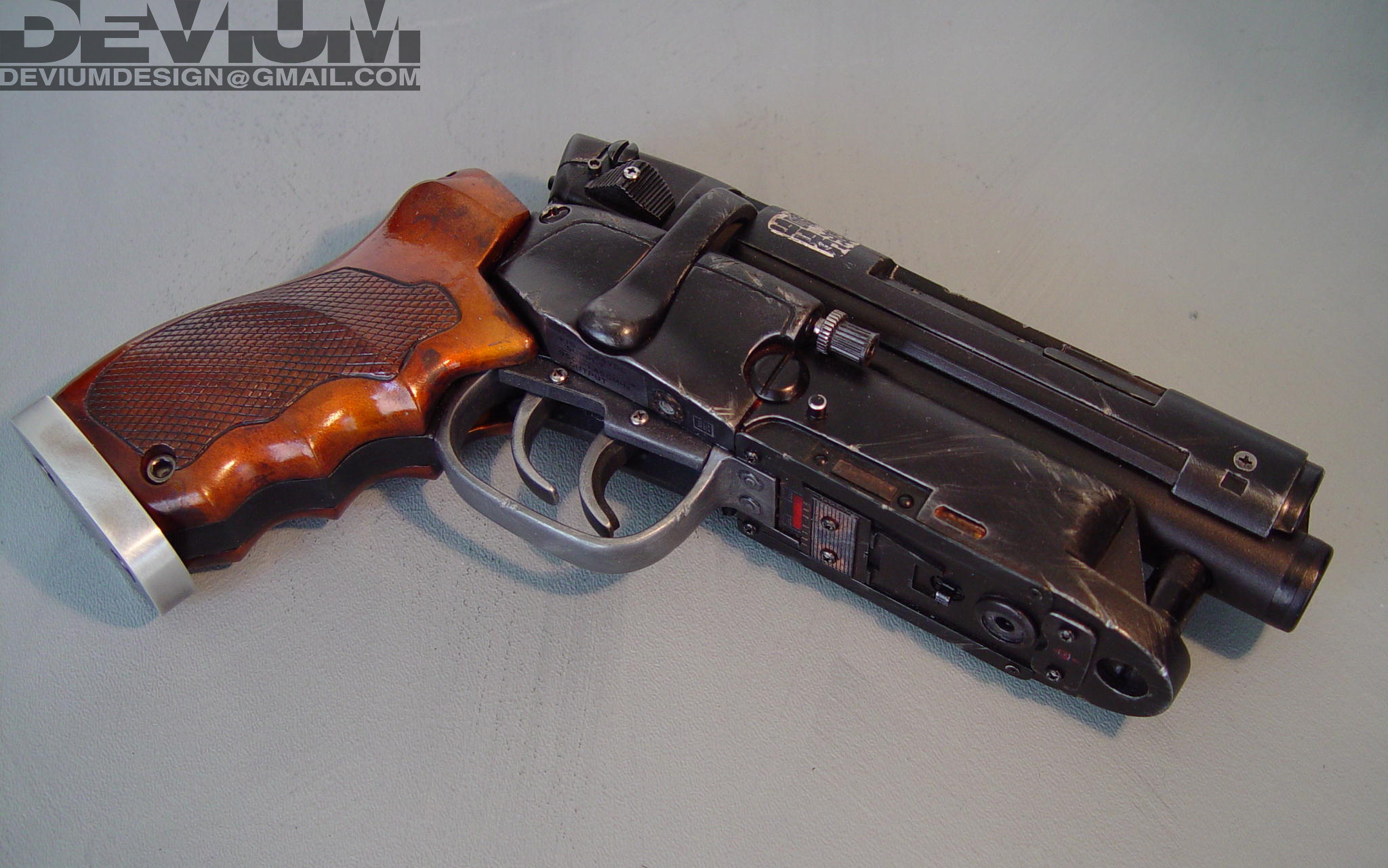
Blaster filmowego Ricka Deckarda

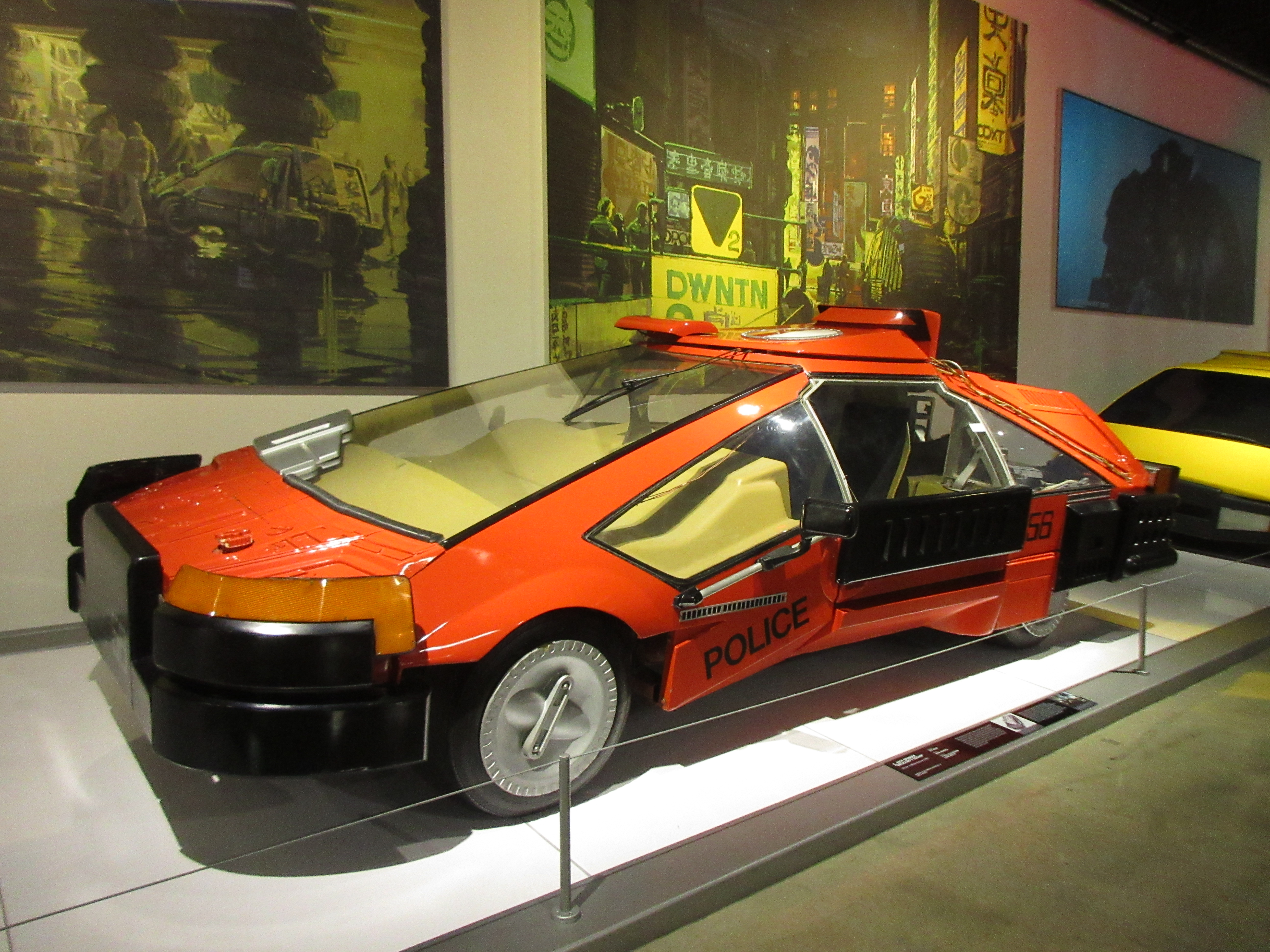
Radiowóz Deckarda

### Powieść
W powieści, rozgrywającej się w wyludnionym po wojnie San Francisco, Deckard jest policjantem, łowcą androidów mieszkającym z żoną w na wpół opuszczonym mrówkowcu. W postapokaliptycznej rzeczywistości pozycję społeczną wyznacza posiadanie zwierzęcia. Status ten wzmacnia nowa religia, merceryzm, która kładzie nacisk na odczuwanie przez ludzi duchowej wspólnoty ze wszystkimi istotami żywymi na Ziemi. Deckarda nie stać na prawdziwe zwierzę, ma tylko sztuczną owcę, więc gdy pojawia się szansa dużego zarobku, podejmuje się ryzykownego zadania, by zarobić na żywe zwierzę. Zostaje mianowany starszym łowcą i rozpoczyna poszukiwania sześciu androidów, które dostały się na Ziemię, porywając wahadłowiec i mordując jego załogę. Znajduje je i zabija po kolei. Za sukcesy dostaje wynagrodzenie, dzięki któremu może kupić sobie żywą kozę. W trakcie wykonywania zadania Deckard przeżywa dylematy moralne i zaczyna wątpić w słuszność swoich czynów – bo jak można naprawiać krzywdy prawie wymarłym zwierzętom przez masową produkcję i pseudo-hodowlę ich sztucznych replik, a jednocześnie bezlitośnie zabijać androidy, równie sztuczne istoty, których jedyną winą jest to, że wróciły na Ziemię? Dodatkowo podczas poszukiwań bohater wdaje się w zakazany przez prawo romans z kobietą-androidem, Rachel Rosen, zakochuje się w niej i spędza z nią noc. Rachel jednak chce jedynie wykraść mu tajemnice testu na empatię, dzięki któremu rozpoznaje się androidy, i skłonić go do zaprzestania ich zabijania. Gdy zamiary zawodzą, kobieta-android mści się, zabijając kozę Deckarda.

### Film
W utrzymanej w stylistyce kina noir adaptacji książki reżyser Ridley Scott położył większy nacisk na warstwę sensacyjną, zaś usunął treści religijne. Deckard jest tu samotnikiem, byłym pracownikiem wydziału policji, zwerbowanym do odnalezienia i zlikwidowania zbiegłych androidów (zwanych w filmie replikantami). Miejsce akcji, futurystyczne Los Angeles, wygląda tu jak gigantyczny mroczny slums, gdzie ciągle padają kwaśne deszcze. W konfrontacji Deckarda z likwidowanymi po kolei replikantami okazuje się, że zachowanie niektórych z nich czasem wydaje się być bardziej ludzkie niż ścigających ich policjantów. Związek Deckarda z Rachel ma tu charakter znacznie bardziej romantyczny niż w książce, ostatnie ujęcia pierwotnej wersji filmu pokazują obraz pary podróżującej gdzieś w odległym kraju. W niektórych wersjach filmu pojawiają się zawoalowane sugestie, że sam Deckard może być nieświadomym swego pochodzenia replikantem, co wciąż jest przedmiotem sporu między twórcami filmu.
Do roli Ricka Deckarda twórcy brali pod uwagę całą plejadę gwiazd kina, m.in. Dustina Hoffmana, Gene’a Hackmana, Seana Connery’ego, Jacka Nicholsona, Paula Newmana, Clinta Eastwooda, Arnolda Schwarzeneggera, Ala Pacino, Burta Reynoldsa, Nicka Nolte i Christophera Walkena.

## Analiza
Według M. Blake’a Wilsona Deckard, najsłynniejszy pracownik wymiaru sprawiedliwości w twórczości Dicka, jest „jednym z najbardziej ludzkich gliniarzy w literaturze”, wykazującym szeroki zakres emocji i empatii, co zostało dalej pokazane w filmowym sequelu (Blade Runner 2049) przez postać K.

## Odniesienia w kulturze
Rick Deckard jest głównym bohaterem dwóch powieści autorstwa K.W. Jetera, sequeli oryginalnej książki: Blade Runner 2. Dzień rozliczenia (Blade Runner 2: The Edge of Human 1995, wyd. pol. Amber 1997)  i Blade Runner 3. Noc replikantów (Blade Runner 3: Replicant Night 1996, wyd. pol. Amber 1998), pojawia się także w kolejnej części: Blade Runner 4: Eye and Talon (2000).
Postać Lydeckera w serialu Cień anioła była inspirowana osobą Ricka Deckarda.
Deckard Cain, jedna z postaci gry komputerowej Diablo nosi imię po Ricku Deckardzie.
W jednym z odcinków 6. sezonu serialu The Expanse – Babylon's Ashes pojawiły się tzw. easter egg – ukryte treści. Wiele postaci nosi tu nazwiska znanych bohaterów utworów s-f, wśród nich jest żołnierz o nazwisku Rick Deckard (inni to np.: David Bowman, postać z 2001: Odysei kosmicznej, Duncan Idaho z Diuny, Ellen Ripley z Obcego, Sarah Connor z Terminatora i William Riker ze Star Trek: Następne pokolenie).

## Nagrody
Harrison Ford w 2017 był m.in. nominowany do nagrody Saturna dla najlepszego aktora drugoplanowego za rolę Ricka Deckarda w filmie Blade Runner 2049.